# Rhadinella serperaster
Rhadinella serperaster — вид змій родини полозових (Colubridae). Ендемік Коста-Рики.

## Поширення і екологія
Rhadinella serperaster мешкають в горах на території Коста-Рики. Вони живуть у вологих гірських тропічних лісах, на висоті від 1200 до 2200 м над рівнем моря.